# Suzuki GSF 650
Die Suzuki Bandit 650 (GSF 650) ist ein Straßenmotorrad des japanischen Herstellers Suzuki, das von Ende 2004 bis 2016 verkauft wurde. Vorgänger war die Bandit 600. Angeboten wurden eine Version mit Verkleidung (GSF 650 SA) und eine Version als Naked Bike (GSF 650 A). Es gab auch eine vollverkleidete Version, die jedoch den Namen Suzuki GSX 650 F trug, um sich von der Bandit zu differenzieren. Zum Modelljahr 2016 wurden beide Versionen aus dem Programm in Deutschland genommen.

## Modellpflege

### Ab 2004
Die GSF 650 hat einen Luft-Öl-gekühlten Vierzylinder-Reihenmotor mit 656 cm³, der 57 kW (78 PS) leistet. Das Drehmoment beträgt 59 Nm bei 7800 min−1 und die Höchstgeschwindigkeit ist ca. 230 km/h (ab 2004 205 km/h). Der Motor hat vier Vergaser und ein Sechsgang-Getriebe. Seit April 2005 ist sie serienmäßig mit ABS ausgestattet.

### Ab 2007
In der neuen 2007er Version kommt in der Bandit ein neuer Motor zum Einsatz. Das Aggregat leistet nun 63 kW (85 PS) und bringt fast 62 Nm auf die Straße. Der Motor ist nicht mehr mit einem Vergaser ausgestattet, sondern verfügt nun über eine Benzineinspritzung mit Doppeldrosselklappensystem. Weiterhin musste auch die Luftkühlung einer Wasserkühlung weichen. 

### Ab 2009
Seit der Saison 2009 ist die nächste Generation der 650er Bandit erhältlich. Sie präsentiert sich im neuen Design, Heck und Front wurden stark überarbeitet und im Cockpit findet man nun links und rechts ein Ablagefach. Zusätzlich wurde dem Cockpit eine Ganganzeige hinzugefügt. Die Grundzüge der Vorgänger-Bandit wurden jedoch erhalten.